# Ràtzia de 861
La ràtzia de 861 fou una campanya del valiat de l'Àndalus contra la marca Hispànica.

## Antecedents
Mussa ibn Mussa, derrotat en la Revolta de Toledo contra Muhàmmad I va haver de demanar que les tropes de Qurtuba no passessin pels seus dominis per envair el Regne de Pamplona, demanant que la ràtzia de 861 anés per un altre lloc, per evitar repetir el càstig de 859.

## La ràtzia
El 861 forces musulmanes, després d'un temps de treva, atacaren Barcelona i l'assetjaren. Humfrid va demanar ajut a Carles el Calb, que va enviar una nombrosa host. Els musulmans, comandats pel mateix emir, també van rebre reforços, i van arribar a dominar a dominar els ravals i dos forts, i aconseguir un copiós botí.
És de suposar que Humfrid va negociar la seva retirada o renovació de la treva amb el consentiment de Carles el Calb i va ser acceptada per Muhammad I.